# Delfino (araldica)
In araldica il delfino, storicamente considerato il più nobile degli animali marini, simboleggia la vittoria navale, la fedeltà, la protezione disinteressata, il principe clemente e vigilante e anche la salvezza degli uomini.

## Esempi
Il sovrano del Delfinato nel IX secolo prese il soprannome e poi titolo di Delfino fino al 1349 quando fu venduto il titolo col territorio al figlio primogenito del Re di Francia.

Delfino d'azzurro, crestato e codato di rosso (Dipartimento delle Alte Alpi, Francia)
Delfino d'azzurro, crestato e codato di rosso (Dipartimento della Drôme, Francia)
Delfino d'oro (Dipartimento della Loira, Francia)
Delfino d'argento, con mezzaluna in bocca (stemma della Terra d'Otranto)
La S è costituita da due delfini che mordono una mela (Saluzzo)
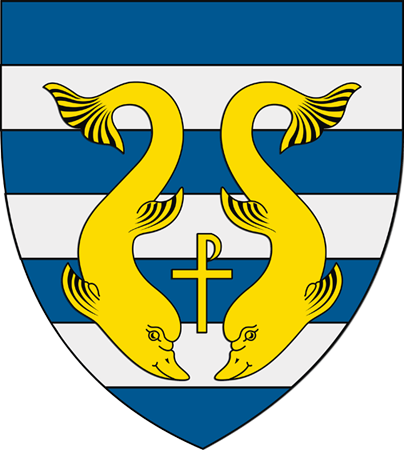
Due delfini affrontati d'oro, ondeggianti in palo (Distretto di Tulcea, Romania)
D'azzurro, ai tre delfini d'oro (famiglia Dolfin)

## Posizione araldica ordinaria
Il delfino si rappresenta, di norma, posto in fascia e questa posizione non si blasona. Nell'araldica francese, invece, la posizione ordinaria del delfino è in palo e leggermente incurvato.

## Attributi araldici
- Allumato o Illuminato quando sono di smalto diverso gli occhi
- Accollato o attorcigliato all'ancora
- Barbato quando ha le barbette di smalto diverso
- Boccheggiante o spasimante o spirante se ha la bocca aperta, quasi fosse morente
- Caricato se è in fascia, curvo e con la concavità verso la punta
- Caudato o timonista[2] se ha la coda di altro smalto
- Coronato quando ha la corona
- Crestato se di smalto diverso è la cresta
- Natante se è ondeggiante e solleva la coda verso il capo dello scudo (anche eventualmente col corpo a spirale)
- Orecchiuto quando sono di smalto diverso le orecchie